# فیلیپای ارمنستان
فلیپیای ارمنستان (ارمنی: Փիլիպպինե Ռուբինյան; انگلیسی: Philippa of Armenia) امپراتریس نایسیا در بین سال‌های ۱۲۱۴ تا ۱۲۱۶ میلادی بود. وی در سال ۱۱۸۳ میلادی به دنیا آمد وی دختر روبن سوم و ایزابلای تورون بود وی در ۲۴ نوامبر ۱۲۱۴ با تئودور یکم لاسکاریس ازدواج نمود. فیلیپا پیش از سال ۱۲۱۹ میلادی درگذشت.